# Qutab Minar
El Qutab Minar és el minaret de maons més alt del món i un destacat exemple de l'art islàmic. És també el monument islàmic més antic de Delhi. Situat dins el complex Qutb de la ciutat índia de Delhi, té una altura total de 72,5 metres. El seu diàmetre a la base és de 14,3 metres, mentre que al punt més alt és de 2,7 metres. 379 graons permeten la seva ascensió. El Qutab Minar és considerat Patrimoni de la Humanitat per la UNESCO des de l'any 1993.
Inspirat pel minaret de Jam de l'Afganistan i amb el desig de sobrepassar-lo, Qutb-ad-Din Àybak, el primer governant musulmà de Delhi, va iniciar la construcció del Qutab Minar el 1193, però només va poder completar la seva base. El seu successor, Iltutmix, va afegir tres pisos més. L'obra no va ser completada fins al 1368 per Firuz Shah Tughluq.
L'evolució dels estils arquitectònics entre Aybak i Tughluq són evidents al minaret, el qual està construït amb gres vermell, coberta amb elaborades talles i versicles de l'Alcorà. El Qutab Minar es va construir sobre les ruïnes de Lal Kot, la ciutadella vermella de l'antiga ciutat de Dhillika.
Actualment encara s'especula sobre l'autèntic propòsit que va portar a la construcció d'aquest monument. És clar que es pretenia utilitzar-lo com a minaret de la mesquita de Quwwat-ul-Islam, junt a la qual estava construït. Es creu també que la construcció podria haver estat una torre de la victòria o una torre de defensa.